# Abronia deppii
Abronia deppii är en ödleart som beskrevs av  Wiegmann 1828. Abronia deppii ingår i släktet Abronia och familjen kopparödlor. Inga underarter finns listade i Catalogue of Life. Artepitet i det vetenskapliga namnet hedrar Ferdinand Deppe som hittade typexemplaret.
Denna ödla förekommer i bergstrakter i centrala Mexiko. Den vistas i regioner som ligger 1850 till 2600 meter över havet. Individerna lever på träd i skogar med ek och tall. Typisk är epifyter på träden. Honor lägger inga ägg utan föder levande unagr.
Beståndet hotas av skogens omvandling till jordbruksmark. Flera exemplar fångas och hölls som terrariedjur. IUCN kategoriserar arten globalt som starkt hotad.